# Euxoa perierga
Euxoa perierga là một loài bướm đêm trong họ Noctuidae.